# Босна
Босна је историјско-географска област на Балканском полуострву око истоимене реке и северни део Босне и Херцеговине. У раном средњем веку су је населили Словени, па се касније јавља и под именом Врхбосна и била је под влашћу породица босанских племића који су били вазали угарских краљева све до 1377. када постаје краљевина и свој врхунац достиже под босанским владаром Твртком I Котроманићем који се проглашава краљем Србља, Босне, Далмације те западниех страна. Првобитно (12 cт.) је обухватала област око горњег тока истоимене реке и слив Лашве до Криваје, док се данас под термином Босна подразумева много шира област која обухвата северни део Босне и Херцеговине са вододелницом Црног и Јадранског мора као њеном грубо повученом јужном границом.

## Прошлост Босне
Током XI и XII века, за превласт у Босни отимале су се Византија и Угарска. Угарски краљеви нашли су погодан изговор да шаљу војску на Босну, јер се у тој држави укоренила јерес. Угарски краљеви, уз одобрења папе, организовали су крсташке походе на Босну. Ти походи су се завршавали пустошењем и спаљивањем јеретика.
Бан Кулин (1180—1204) започео је своју владавину под окриљем Византије. Пошто је угарски утицај у Босни јачао, бан Кулин је признао врховну власт угарског краља. Бан Кулин је одржавао добре односе са Србијом и Дубровником. Дубровчанима је издао повељу о слободи трговине. Дубровачким трговцима није наплаћивао царину на продату робу. Заштиту Кулина бана, уживали су и јеретици.
Босна остаје под османлијском окупацијом током више од четири века и у том периоду је локално становништво изложено јаком процесу исламизације и угњетавању. После Берлинског конгреса јула 1878. године, Босна и Херцеговина бива додељена Аустроугарској на тридесет година управе. По истеку тог рока Аустроугарска 1908. године извршава анексију Босне и Херцеговине, што заоштрава односе како локалног српског живља, тако и краљевине Србије са окупатором. Припадници организације Младе Босне организују 1914. године атентат на аустроугарског престолонаследника Франца Фердинанда. Том приликом Гаврило Принцип је убио њега и његову супругу, што је Аустроугарска искористила као повод за објаву рата Краљевини Србији и почетак Првог светског рата.
По окончању рата, Босна улази у састав Краљевине Срба, Хрвата и Словенаца. Током Другог светског рата бива окупирана од стране НДХ и на њеном простору усташе спроводе стравичан терор и свирепе злочине над српским народом. После рата, СР Босна и Херцеговина је чинила једну од шест република СФРЈ.
Као реакција српског народа на референдум о независности Босне и Херцеговине од СФРЈ, којег су тражили Муслимани и Хрвати, Српска Република Босна и Херцеговина је 9. јануара 1992. проглашена за федералну јединицу СР Југославије. Убрзо се распламсао и рат.
Ратна дејства у која су се укључивали директно или индиректно Хрватска и НАТО са једне, односно Савезна Република Југославија са друге стране, окончана су тек 1995. године Дејтонским мировним споразумом. Њиме је створена и установљена данашња Босна и Херцеговина, као једини правни наследник Социјалистичке Републике Босне и Херцеговине, која се политички састоји од два равноправна и мултиетничка ентитета:
- Република Српска са 49% територије, укључујући и један мањи део Брчко дистрикта
- Федерација Босне и Херцеговине са 51% територије, заједно са већим делом Брчко дистрикта

Географски посматрано, састоји се од:
- Босне (око 42.000 km²) односно око 82% територије
- Херцеговине (око 9.100 km²) односно око 18% територије

## Географија Босне
Босна и Херцеговина је смештена на југоистоку Европе, у западном делу Балкана. Укупна површина земље је 51.129 km². Граничи 932 km с Хрватском на северу, северозападу и југу, 312 km са Србијом на истоку и североистоку, и 215 km са Црном Гором на истоку и југоистоку. На југу Босне и Херцеговине, општина Неум излази на Јадранско море у дужини од 20 km. Границе Босне и Херцеговине у главном чине реке Дрина, Сава, и Уна.
Босна и Херцеговина се састоји од две географске и историјске целине: већег босанског дела на северу (око 42.000 km²) и мањег херцеговачког на југу. Босна је махом планинска земља, а исто се односи и на Херцеговину, са том разликом да је реч о различитим карактерима тла.
На северу се планинско подручје спушта у лагано-брежуљкасто подручје Посавине, односне даље претвара у Панонску низију. Динарски делови Босне простиру се од запада ка истоку. Херцеговину чине планинска (висока) и јадранска (ниска) Херцеговина, која ужим појасом између Неума и полуострва Клек избија и на Јадранско море. Значајна су и поља, односно заравни, које се пружају дуж највећих босанских река (Уна, Врбас (река), Босна, Дрина), од југа ка северу, односно у случају Неретве од севера ка југу.
13,60% површине Босне и Херцеговине је плодна земља а 2,96% земље се употребљава за пољопривреду, док 83,44% земље је за остало. Неки природни ресурси Босне и Херцеговине су угаљ, железо, боксит, манган, дрво, бакар, хром, цинк, и хидропотенцијал. Највиши врх Босне и Херцеговине је планина Маглић (2.386 m), док најнижи део земље је поред мора. Ретки земљотреси су једина озбиљна природна опасност у Босни и Херцеговини. Међу најважнијих проблема са природом су загађеност ваздуха из фабрика и крчење шума.
Клима Босне и Херцеговине је умерено континентална са топлим летима и хладним зимама. Подручја са великом надморском висином имају кратка хладна лета и дуге жестоке зиме. Приморје земље има благе кишовите зиме.
Главни град земље је Сарајево (пола милиона становника), а од већих градова се могу издвојити: Бања Лука, Тузла, Мостар, Зеница, Бијељина, Источно Сарајево, Бихаћ, Приједор, Брчко, Требиње и Добој.